# 唐川航
唐川航（1995年10月4日—），中國男子排球運動員，亦為中國國家男子排球隊成員，身高2.01米，司職接应，現時效力於八一盈冠體育男排。

## 运动生涯
14岁时，正在上初二的唐川航进入唐山八中校排球队，和自己的启蒙教练练起了排球。刚开始，他打的位置是副攻。2010年年初，他入选了八一青年男排。当时国际潮流需要高大化接应，教练看他的身体条件和技术动作正合适，于是帮唐川航改了位置。随后，唐川航连续入选国少、国青，经历诸多同年龄组的国际比赛，得到不少的锻炼。2013-2014赛季，唐川航首次进入八一男排一队。
2012年，作为主力接应，获得第9届伊朗德黑兰亚少赛亚军。2013年，获得第13届墨西哥蒂华纳世少赛亚军，并入选赛会最佳阵容。2014年8月，唐川航随国青队出战第4届亞洲盃，国青男排以小打大，在和成年组的较量中，最终获得第五名。接着10月在巴林麦纳麦举行的第17届亚洲青年排球锦标赛上随队获得亚军。2016年正式入選國家隊。